# Hawaïanen
De Hawaïanen (Hawaïaans, kānaka ʻōiwi, kānaka maoli, en Hawaiʻi maoli) zijn het inheemse Polynesische volk van de Hawaïaanse eilanden.
Hawaï werd minstens 800 jaar geleden bevolkt na de komst van Polynesiërs vanaf de Genootschapseilanden. De kolonisten verloren geleidelijk de banden met hun oorspronkelijke thuisland en ontwikkelden een aparte Hawaïaanse cultuur en identiteit in hun nieuwe geïsoleerde thuis. Dit omvatte het creëren van nieuwe religieuze en culturele structuren, vooral als een reactie op de nieuwe leefomgeving en de behoefte aan een gestructureerd geloofssysteem om kennis door te geven. Vandaar dat de Hawaïaanse religie zich richt op manieren om te leven en zich tot het land te verhouden, waardoor een gevoel van gemeenschappelijk leven ontstaat, evenals een gespecialiseerd ruimtelijk bewustzijn.
Het Koninkrijk Hawaï werd gesticht in 1795, toen Kamehameha de Grote, van het onafhankelijke eiland Hawaï, de onafhankelijke eilanden Oahu, Maui, Molokai en Lanai veroverde en ze verenigde. In 1810 werd de hele Hawaïaanse archipel verenigd toen Kauai en Niihau zich bij het koninkrijk voegden. Het Koninkrijk zag vervolgens een toestroom van immigranten uit de Verenigde Staten en Azië. Het koninkrijk werd een republiek na de omverwerping van het koningshuis in 1893 en werd in 1898 door de Verenigde Staten geannexeerd. 

Kanaka Maoli vlag van de soevereiniteitsbeweging

Er bestaat een voortdurende Hawaïaanse soevereiniteitsbeweging die streeft naar autonomie of onafhankelijkheid voor de staat Hawaï.
In de Amerikaanse volkstelling van 2010 identificeerden 527.000 mensen zich als inheems Hawaïaans, wat dichter bij de ongeveer 750.000 Hawaïanen ligt die op de eilanden woonden vóór Europees contact, en een aanzienlijke toename van het dieptepunt van 50.000 Hawaïanen in het begin van de 19e eeuw. Deze groei is toegeschreven aan een hoog vruchtbaarheidscijfer en het toestaan van identificatie met meerdere rassen in de volkstelling: 371.000 mensen identificeerden zichzelf als "inheems Hawaïaans" in combinatie met een of meer andere rassen of Pacifische Eilandbewoner-groepen, terwijl 156.000 (33%) zich als enkel "inheems Hawaïaans" beschouwde.
Twee derde van de inheemse Hawaïanen (ongeveer 238.000) woont in de staat Hawaï, en de rest is verspreid over andere staten, vooral in het Amerikaanse zuidwesten en Californië.

## Geschiedenis

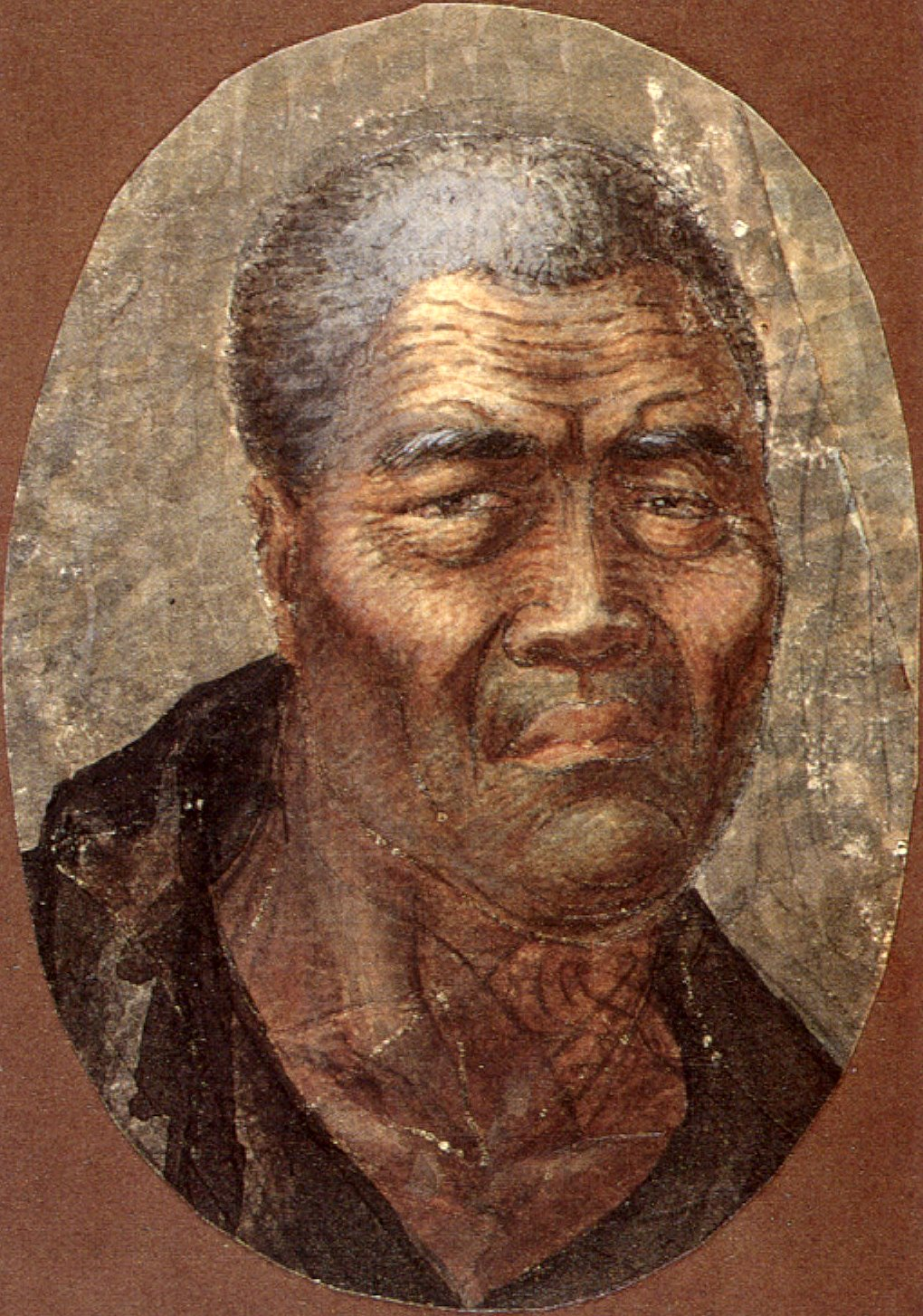
Kamehameha, koning van de Hawaiaanse eilanden, door Louis Choris, 1816, Honolulu Museum of Art

De geschiedenis van de Hawaïanen, zoals de geschiedenis van Hawaï, wordt gewoonlijk ingedeeld in vier belangrijke perioden:
- de periode voor de vereniging van de eilanden (vóór c. 1800 )
- de periode van Koninkrijk Hawaï en Republiek Hawaï ( c. 1800 tot 1898)
- de periode als Amerikaans "territory" (1898 tot 1959)
- de periode als Amerikaanse staat (1959 tot heden)

### Oorsprong

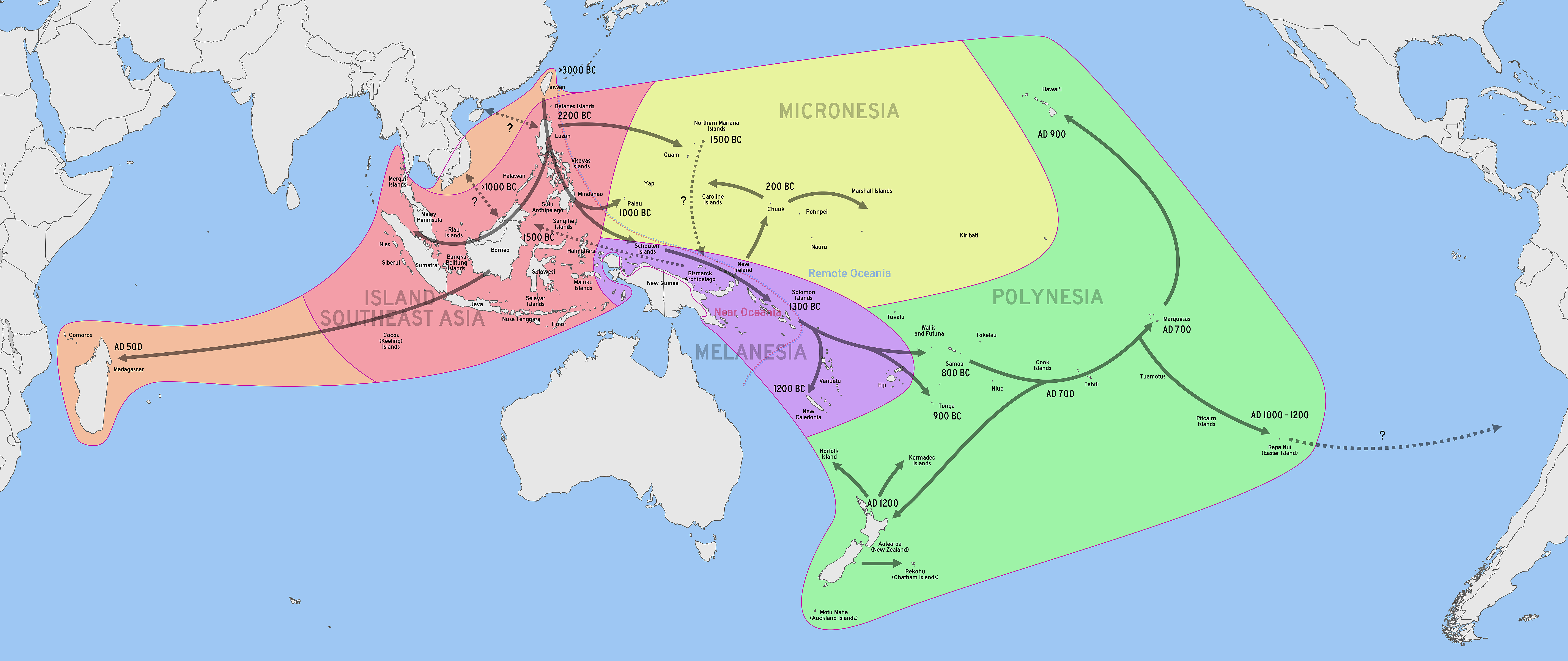
De verspreiding van de bevolking van de Stille Oceaan

Een theorie is dat de eerste Polynesiërs in de 3e eeuw vanuit de Marquesaseilanden naar Hawaï kwamen door in groepen waka's (uitleggerkano's) te reizen, waarna deze eerste migranten rond 1300 na Christus opgevolgd werden door Tahitianen die toen de oorspronkelijke bewoners overwonnen. Een andere theorie is dat een enkele, langere periode van vestiging de eilanden bevolkte. Bewijzen voor een Tahitiaanse verovering van de eilanden zijn onder meer de legendes van Hawaiiloa en de zeevaarder-priester Paʻao, die naar verluidt een reis heeft gemaakt tussen Hawaï en het eiland "Kahiki" (Tahiti) en veel culturele gebruiken heeft ingevoerd. Vroege historici, zoals Abraham Fornander en Martha Beckwith, onderschreven deze Tahitiaanse invasietheorie, maar latere historici, zoals Patrick Kirch, vermelden deze theorie niet. Koning Kalakaua beweerde dat Pa'ao uit Samoa kwam.
Sommige schrijvers beweren dat andere kolonisten op Hawaï door nieuwere kolonisten naar afgelegen valleien werden gedwongen. Ze beweren dat verhalen over de Menehune, kleine mensen die heiau en visvijvers bouwden, het bestaan aantonen van oude volkeren die zich op de eilanden hadden gevestigd vóór de Hawaïanen. Soortgelijke verhalen bestaan echter in heel Polynesië.

## Demografie
Op het moment van aankomst van kapitein Cook in 1778, werd de bevolking van Hawaï geschat op tussen de 250.000 en 800.000 mensen. Dit is de piekpopulatie van enkel de inheemse Hawaïanen op de eilanden, terwijl het aantal van 293.000 inheemse Hawaïanen van vandaag bestaat uit zowel volbloed inheemse Hawaïanen als inheemse Hawaïanen van gemengde afkomst/multi-raciale inheemse Hawaïanen. Dit was tot 2014 ook het hoogste aantal van inheemse Hawaïanen die op het eiland woonden in een periode van bijna 226 jaar. Deze lange periode werd om te beginnen gekenmerkt door een afsterving van 1 op 17 Hawaïanen, wat geleidelijk zou toenemen totdat het bevolkingsaantal van voor het eerste contact met de Europeanen, met 80% was afgenomen tegen 1950. In de loop van de eerste eeuw na het eerste contact werden de Hawaïanen bijna uitgeroeid door ziekten die op de eilanden werden geïntroduceerd. De Hawaïanen hadden geen weerstand tegen onder andere de griep, pokken, mazelen en kinkhoest. Sommige Hawaïanen verlieten de eilanden tijdens de periode van het Koninkrijk Hawaï, zoals Harry Maitey, die de eerste Hawaïaan in Pruisen werd.
De Amerikaanse Census van 1900 identificeerde 37.656 burgers van volledige of gedeeltelijke inheemse Hawaïaanse afkomst. De Amerikaanse Census van 2000 identificeerde 283.430 burgers van inheemse Hawaïaanse of Pacifische Eilandbewoner-afkomst. Dit toont een dramatische groeitrend aan, sinds de annexatie door de VS in 1898. Dit maakte deel uit van de grotere Hawaïaanse culturele heropleving en weerspiegelt een belangrijke heropleving in de aanwezigheid van inheemse Hawaïanen in het weefsel van het moderne eilandleven.

## Cultuur en kunst

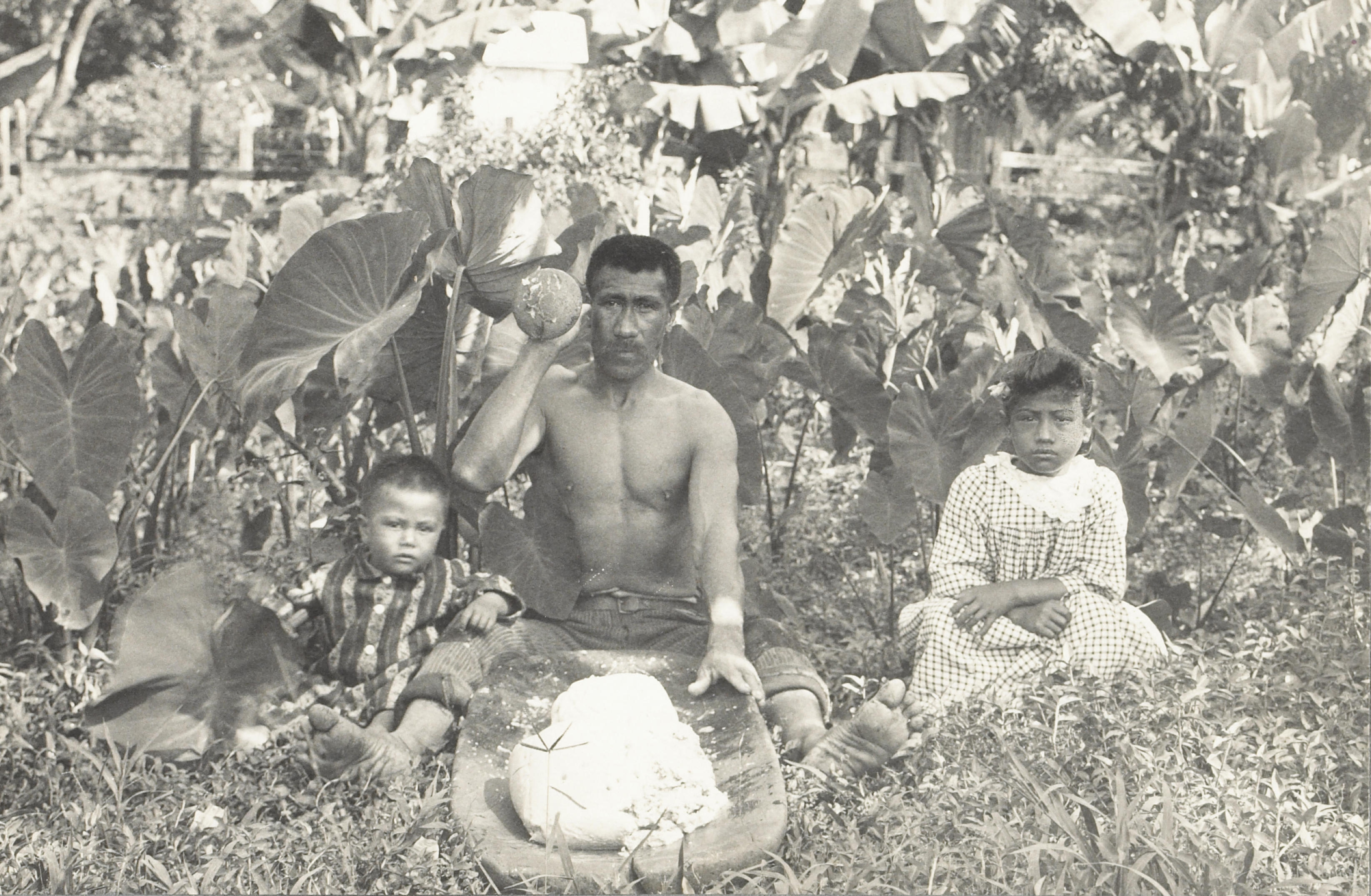
Hawaïaanse man met zijn twee kinderen, circa 1890

In de loop van de 20e eeuw zijn er verschillende verenigingen en organisaties voor cultuurbehoud opgericht. 

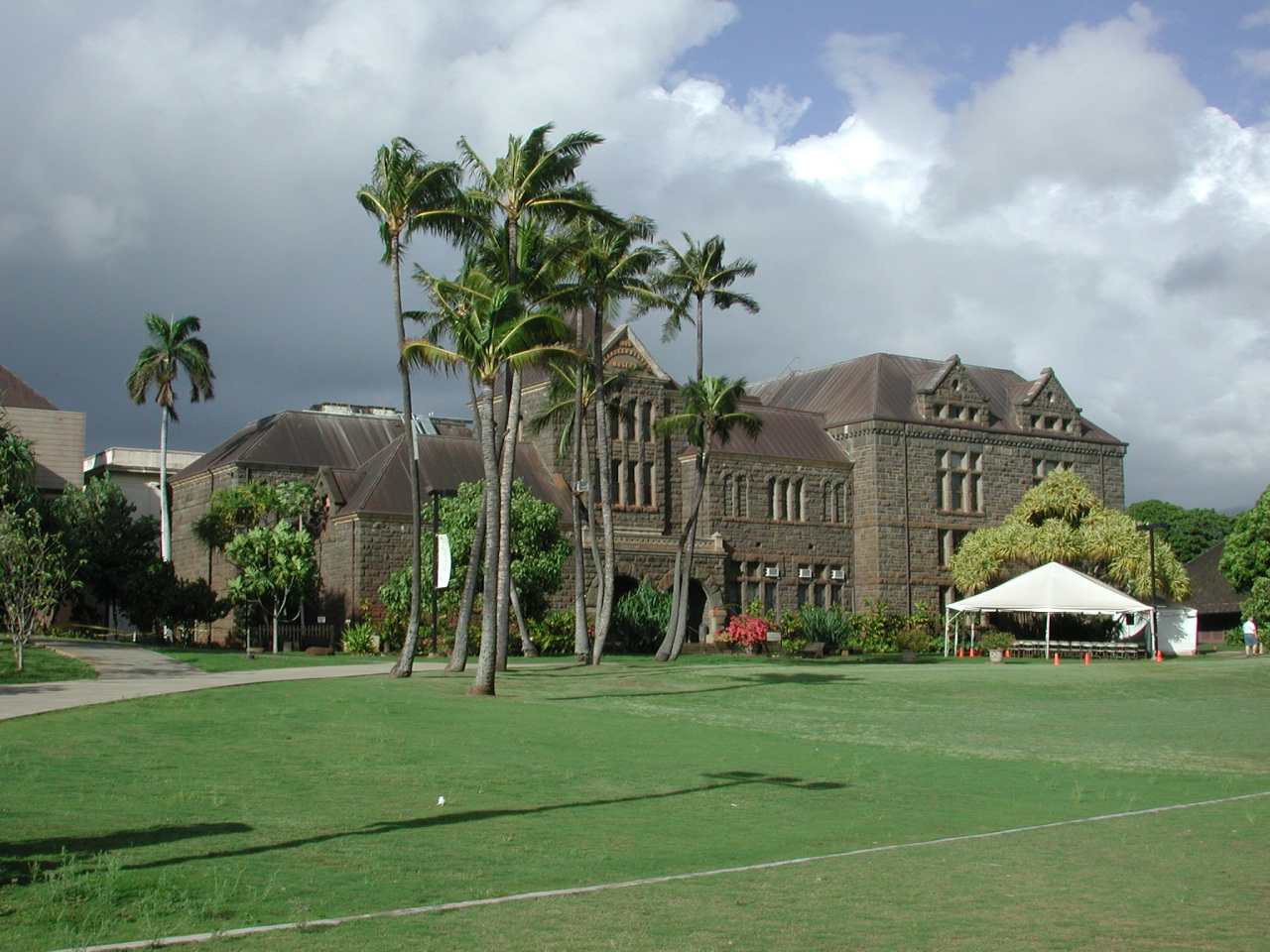
Bishop Museum

De grootste van die instellingen is het Bernice Pauahi Bishop Museum, opgericht in 1889 en aangewezen als het Hawai'i State Museum of Natural and Cultural History. Het Bishop Museum herbergt de grootste verzameling Hawaïaanse artefacten, documenten en andere informatie die beschikbaar is voor educatief gebruik. De meeste objecten worden alleen bewaard voor preservatie. Het museum heeft banden met grote hogescholen en universiteiten over de hele wereld om onderzoek te vergemakkelijken.

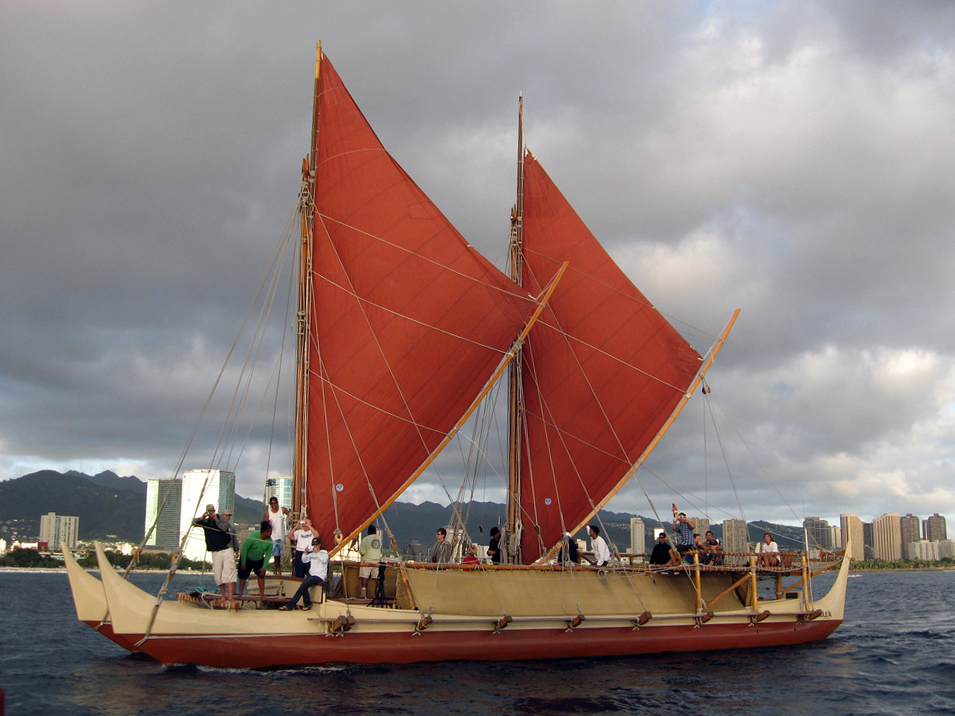
De Hōkūle'a

Met de steun van het Bishop Museum heeft de Hōkūle'a, een kano met een dubbele romp van de Polynesian Voyaging Society, bijgedragen aan de herontdekking van de inheemse Hawaïaanse cultuur, vooral aan de heropleving van de Polynesische navigatie, waarmee oude Polynesiërs zich oorspronkelijk op Hawaï vestigden.

### Religie en maatschappij
De Hawaïanen begonnen aanvankelijk met een cultuur die vergelijkbaar was met hun Polynesische wortels, maar na verloop van tijd en isolatie begonnen hun eigen religie en culturele praktijken te ontwikkelen. Dit nieuwe geloofssysteem richtte zich op de ideeën van land (aina) en familie (ohana), waarbij land werd beschouwd als een heilig onderdeel van het leven en de familie die verder ging dan bloed. Deze concepten verschilden sterk van de westerse opvattingen over familiebanden en eigendom van land. Veel hiervan veranderde tijdens het imperialistische landtoewijzingssysteem, en de familierelaties werden ook veranderd door het beleid van de Amerikaanse kolonisten. De Hawaïaanse religie is polytheïstisch maar richt zich meestal op twee goden. Dit zijn Wākea en Papahānaumoku, de moeder en vader van de Hawaïaanse eilanden, wiens doodgeboren kind de diepe wortels van Hawaï vormde, en wiens tweede kind, Haloa, de god is waar alle Hawaïanen vandaan komen.
De Hawaïaanse cultuur is sterk kastegericht, met vaste rollen voor mensen op basis van hun vooraf toegeschreven sociale status. Dit wordt ook weerspiegeld in het landstelsel, met moku (stukken land die aan hooggeplaatste mensen worden gegeven en binnen de familie worden gehouden en worden opgesplitst in kleinere Ahupuaʻa) die zich uitstrekken van de zee tot aan de bergen, en ervoor zorgen dat elk stuk land alle noodzakelijke hulpbronnen omvat om van te leven, inclusief hardhout en voedselbronnen. De ahupua'a wordt onderhouden door beheerders, die door het hoofd worden belast met het innen van eerbetonen van elk traktaat. Gespecialiseerde splitsingen van de ahupua'a zijn gebaseerd op het niveau van eerbetoon, waarbij de belangrijkste splitsing de 'Ili is. De 'Ili brengt een klein eerbetoon aan het hoofd van de ahupua'a en een ander eerbetoon aan het hoofd van het eiland. Dit is een vorm van belasting, evenals een voorwaarde van het kaste-georiënteerde landstelsel. Dit wordt vaak vergeleken met het feodalisme van Europa. wat onjuist is, aangezien Hawaïaanse boeren nooit gebonden waren aan het land zoals in het Europese systeem en in feite vrij waren om naar eigen goeddunken tussen ahupua'a te bewegen.
Hawaïanen noemen zichzelf kama'aina, een woord dat "mensen van het land" betekent, niet alleen vanwege de connectie met het land en hun rentmeesterschap erover, maar als onderdeel van het spirituele geloofssysteem dat de oorsprong van de Hawaïanen in het eiland zelf ziet.

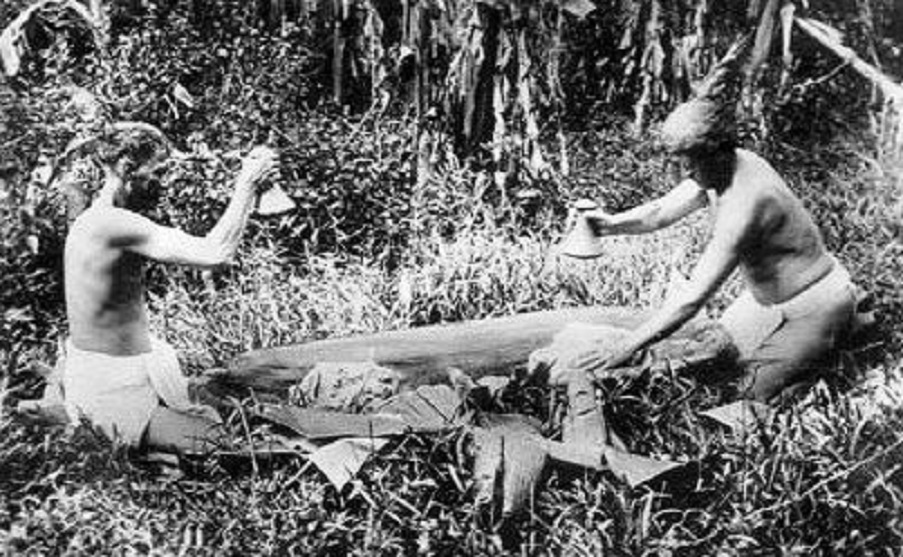
De bereiding van poi uit taro, omstreeks 1890

Dit wordt versterkt door de taroplant, een gewas waarvan wordt gezegd dat het de manifestatie is van Hāloa, de doodgeboren zoon van Papa en Wakea. De taroplant vertegenwoordigt het diepe netwerk van wortelen dat de Hawaïanen aan het eiland bindt, en symboliseert ook de vertakkende netwerken van de levende Hawaïanen.

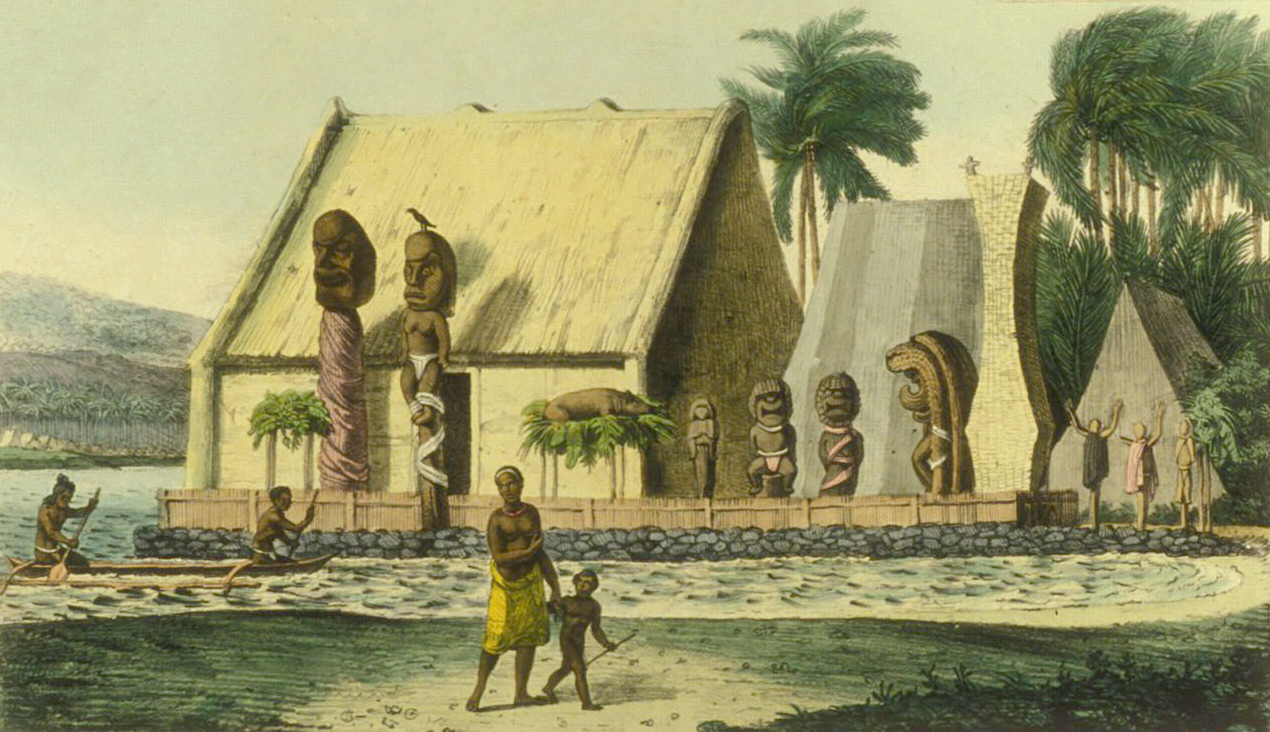
Een afbeelding van een koninklijke heiau (Hawaïaanse tempel) in Kealakekua Bay, ca. 1816
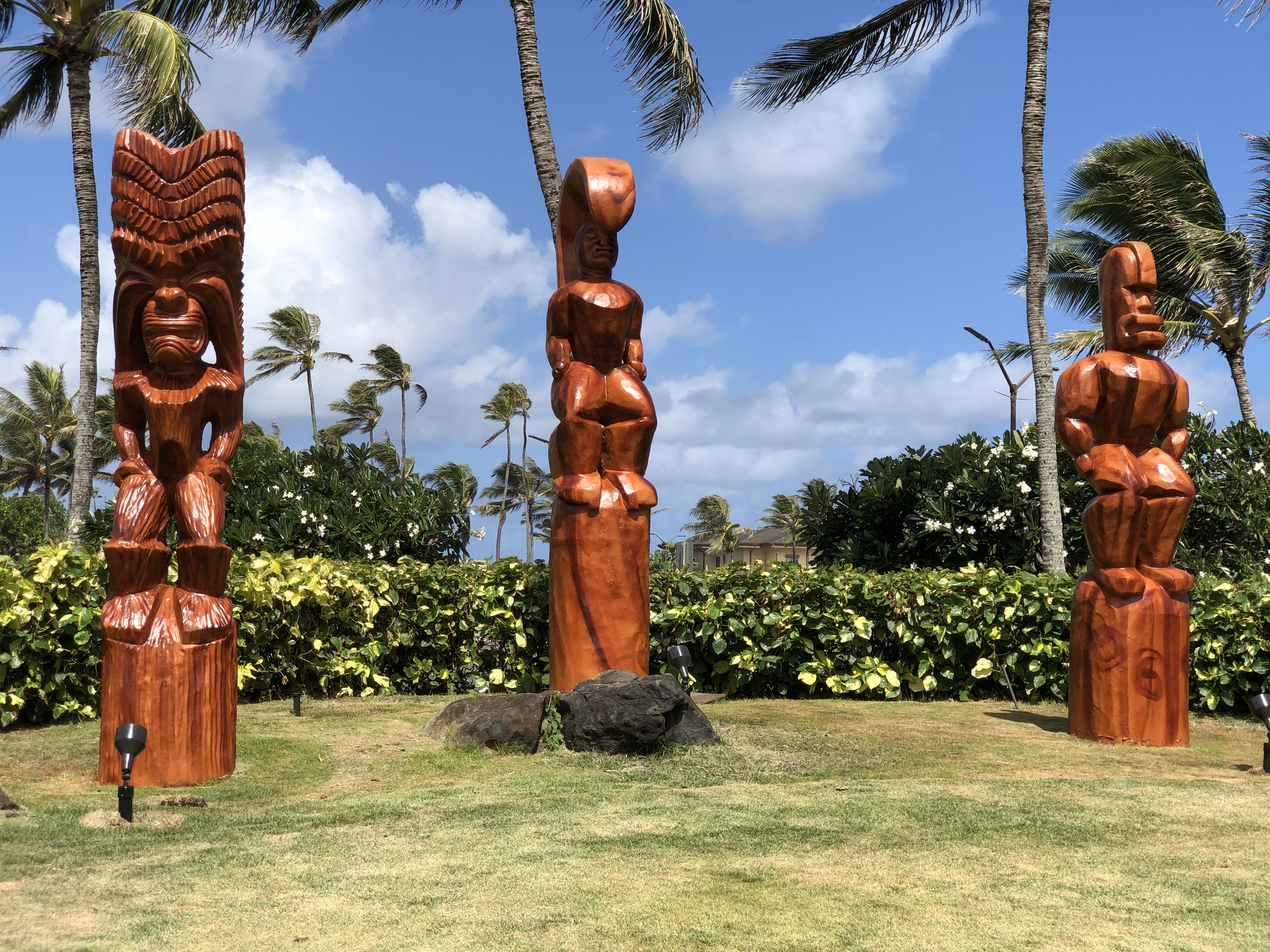
Tiki in het Polynesian Cultural Center in Laie
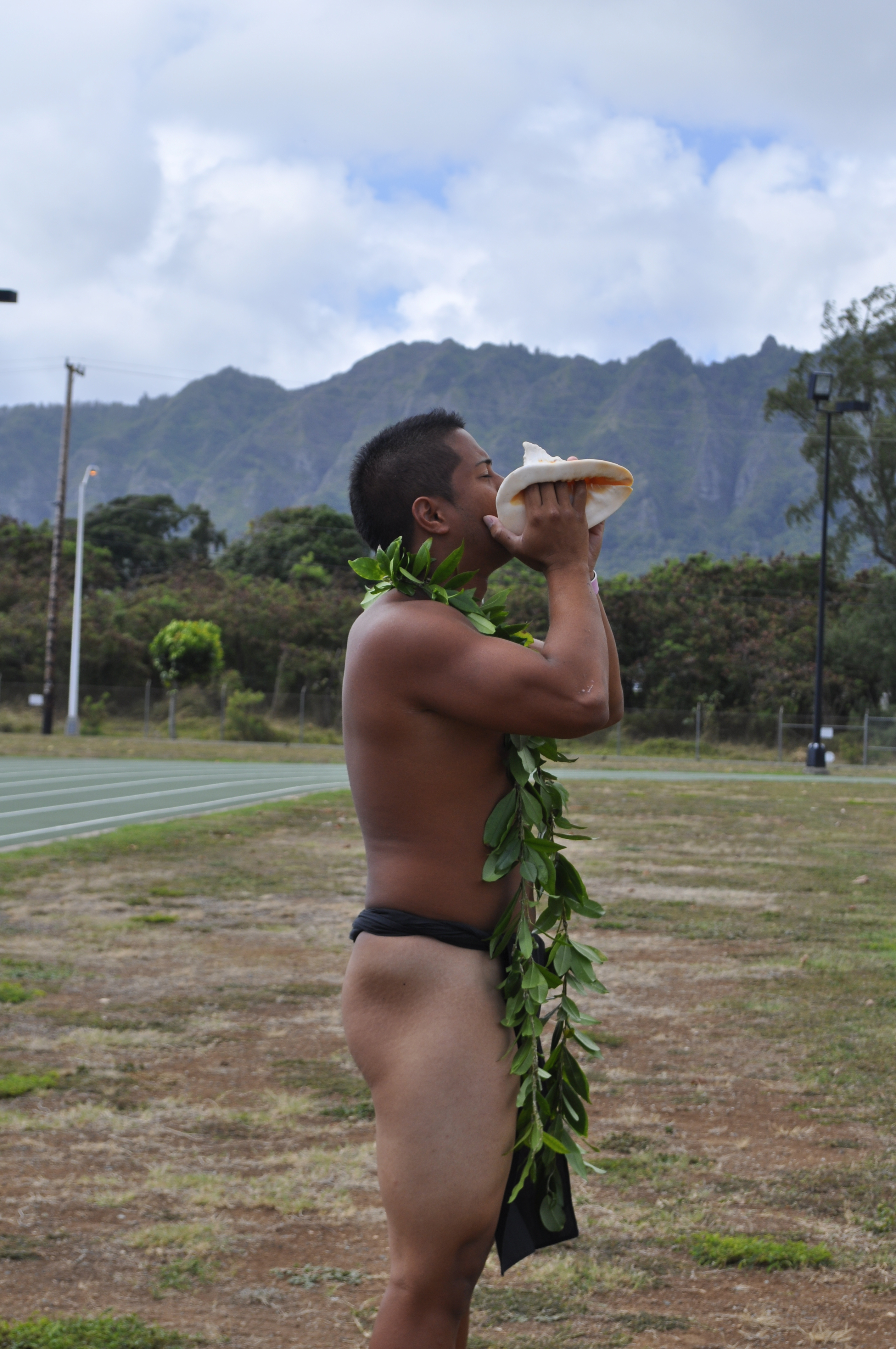
Er werd op een schelp geblazen om de komst van de koning aan te kondigen

### Dans
Een van de meest bekende kunsten van Hawaï is de huladans. Traditioneel was hula een religieuze rituele dans die meer ging over het eren van de goden en godinnen dan over entertainment. In de 21e eeuw herkennen veel mensen twee verschillende categorieën, namelijk de Hula Kahiko en de Hula 'Auana.
De Hula Kahiko is een "oude" stijl van huladans, een interpretatieve dans, beroemd om zijn gratie en romantische gevoel, die verhalen en gevoelens uit bijna elke levensfase en cultuur van Hawaïanen uitdrukt. Tijdens het dansen gebruiken ze ook slaginstrumenten en traditionele chants. 
Hawaïanen maken hun eigen traditionele instrumenten om te bespelen tijdens de dans. Dit zijn onder andere de pahu hula, kilu of puniu, ipu, hano of ʻphe hano ihu, ka, pu, oeoe, pahupahu ka'eke'eke, hokio en wi. Dansers gebruiken ook werktuigen om geluid te maken. Enkele van de traditionele hula-werktuigen zijn uli ʻuli, pu ʻili, ʻili ʻili, papahehi en kalaʻau.
De Hula 'Auana is een hula die door westerse invloeden is veranderd en uitgevoerd wordt met muziekinstrumenten die niet afkomstig zijn van de Hawaïaanse eilanden. Deze hula werd populair en beïnvloed door de toestroom van toeristen naar de Hawaïaanse eilanden. De verhalen worden voornamelijk verteld met de bewegingen van het lichaam en de handen, muziek en ukeleles en gitaren (in slack-key-stemming) om de dansers te begeleiden.

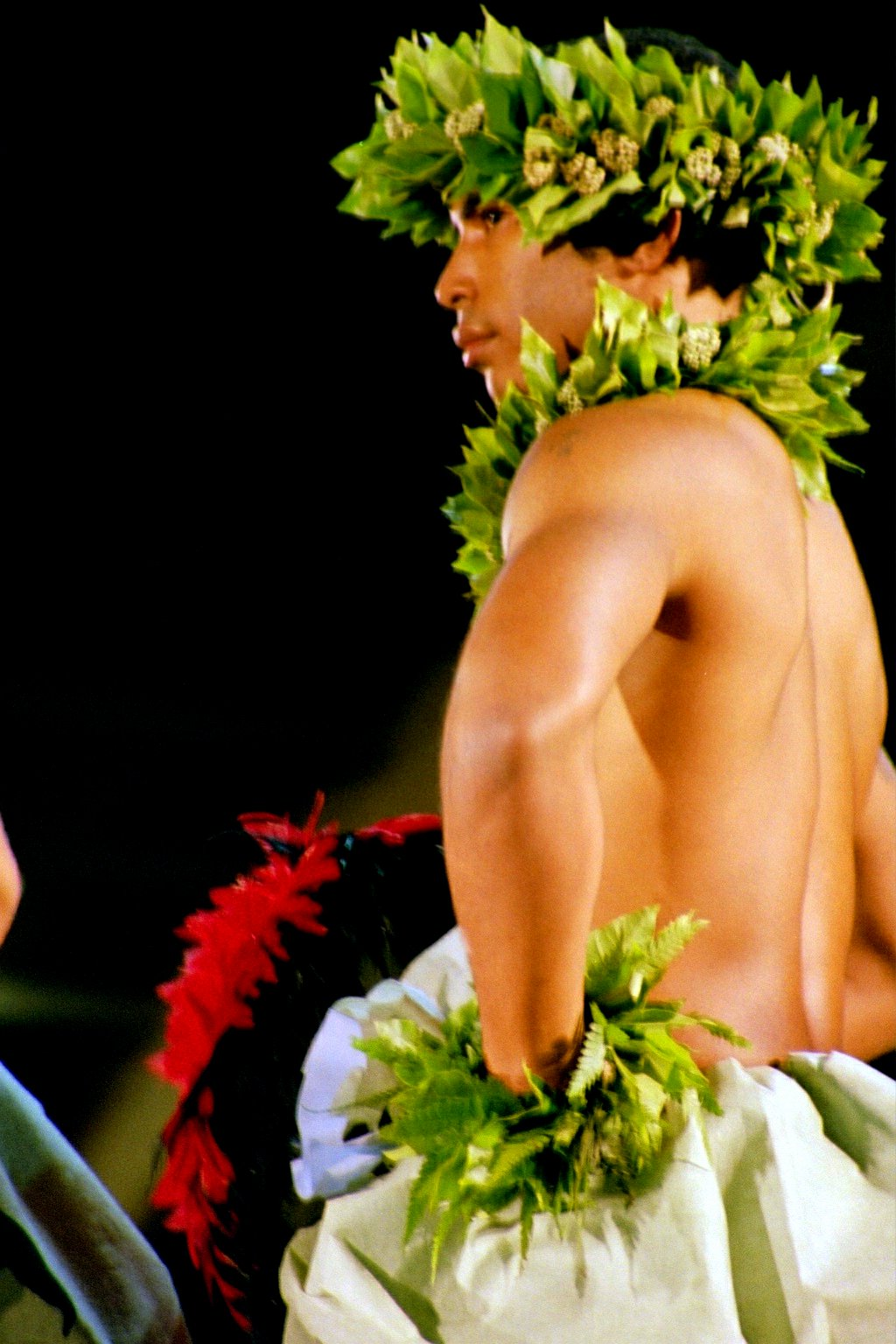
Hula Kahiko
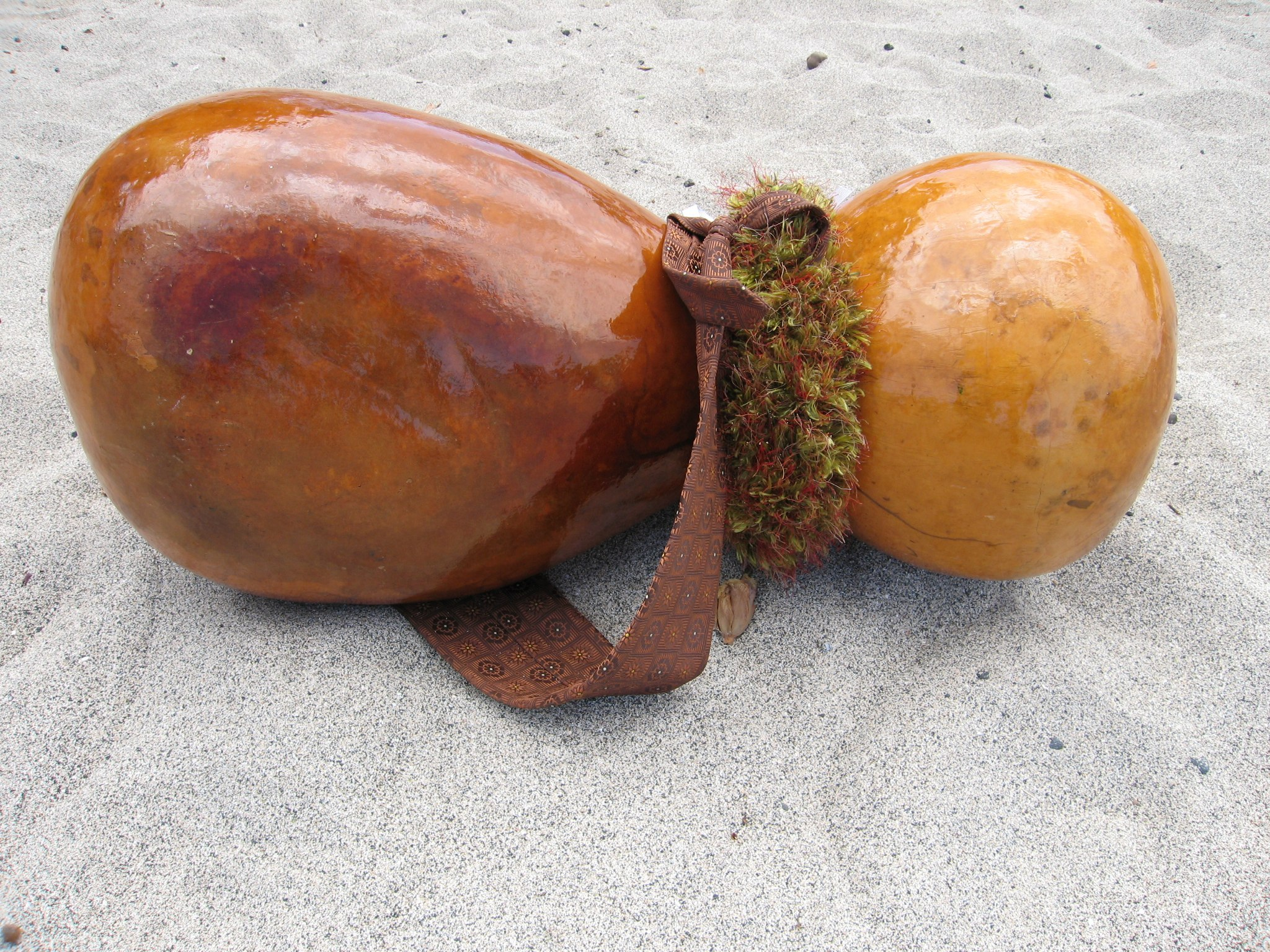
Ipu
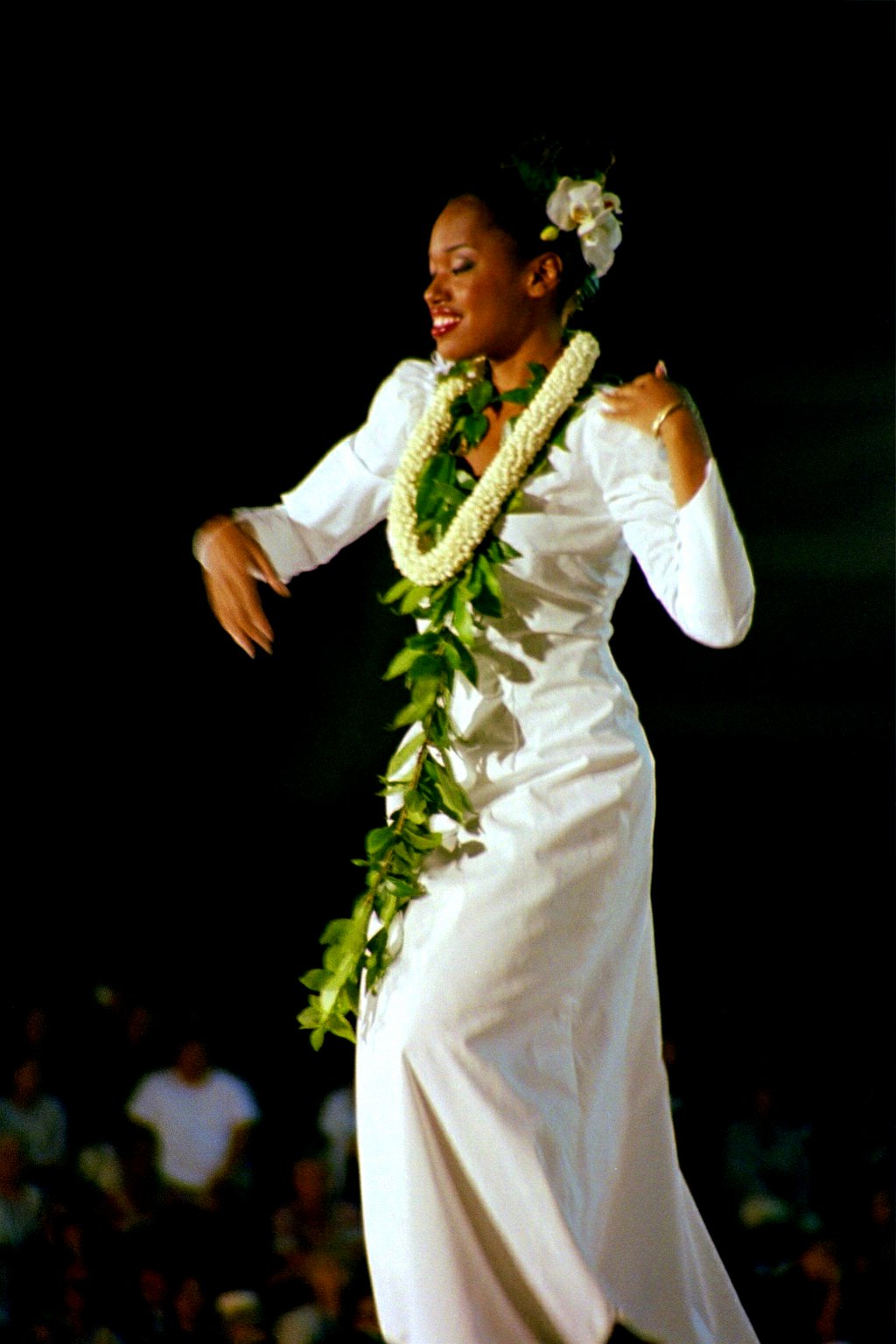
Hula 'Auana

### Feestdagen
De Hawaïanen hebben verschillende tradities en feestdagen die ze jaarlijks vieren. Een van de belangrijkste feestdagen is Prins Kuhio Dag. Prins Kuhio Day wordt sinds 1949 elk jaar gevierd sinds op zijn verjaardag (26 maart) en eert prins Jonah Kūhiō Kalaniana'ole, een congreslid dat erin slaagde inheemse Hawaïaanse families te helpen openbare landeigenaren te worden. De feestdag wordt gevierd met kanoraces en luau's over de eilanden van Hawaï.

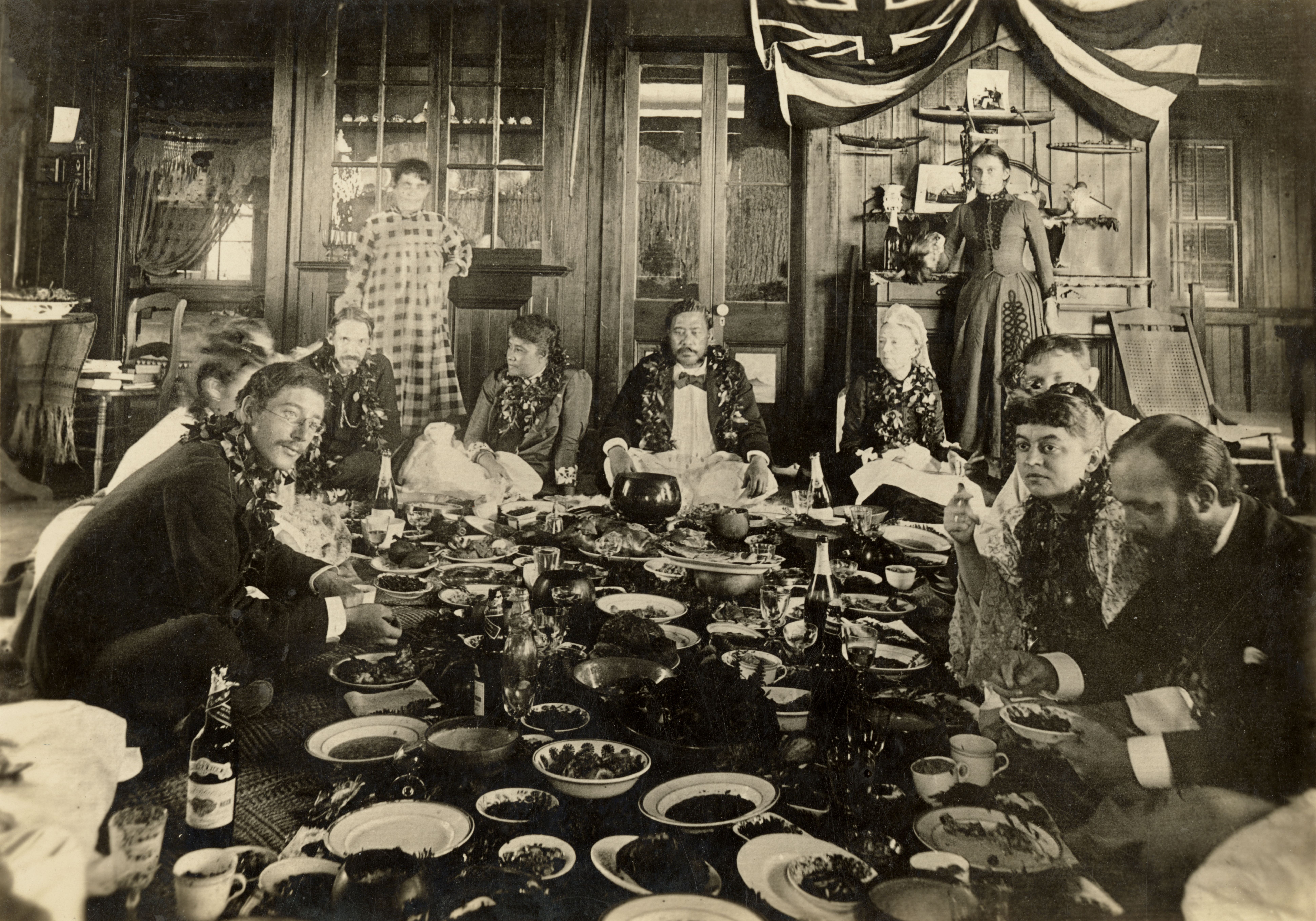
Een luau gegeven door koning Kalakaua aan Robert Louis Stevenson in 1889

De meest populaire en bekende vorm van feest op Hawaï is de luau. Een luau is een traditioneel Hawaïaans banket, vaak met gerechten zoals poi, poke, lomi-lomi-zalm, kalua- varken, haupia en klassiek Hawaïaans entertainment zoals ukelele-muziek en hula.

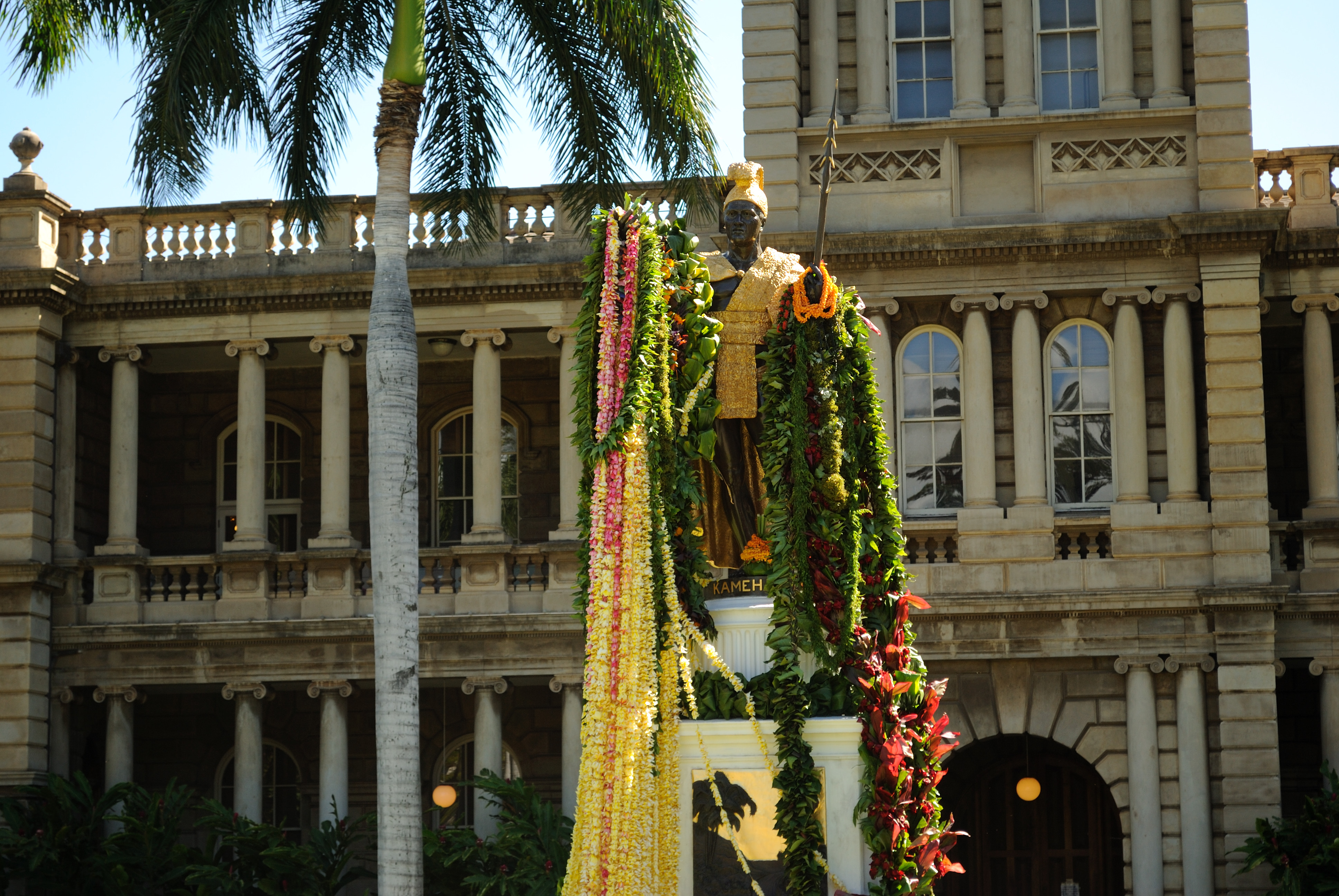
Standbeeld van Kamehameha

Elke 11 juni vieren inheemse Hawaianen Koning Kamehameha-dag. Kamehameha was de koning die Niihau, Kauai, Oahu, Molokai, Lanai, Kahoolawe, Maui en Hawaï onder één vlag verenigde en het Koninkrijk Hawaï stichtte. Hij stond ook bekend als een onverschrokken krijger, wijze diplomaat en de meest gerespecteerde leider in de geschiedenis van de Hawaïaanse monarchie. De feestdag wordt gevierd met parades en lei-ceremonies, waarbij Hawaïanen lei naar de verschillende Koning Kamehameha-beelden brengen die op de eilanden te vinden zijn, en draperen deze met lei om de bijdragen van koning Kamehameha aan het volk van Hawaï te eren.

## Hawaïaanse culturele heropleving
De Hawaïaanse cultuur heeft de afgelopen jaren een heropleving gezien als vervolg op de beslissingen die zijn genomen tijdens de Hawaïaanse constitutionele conventie van 1978, die 200 jaar na de komst van kapitein Cook werd gehouden. Tijdens de conventie heeft de staatsregering van Hawaï zich gecommitteerd aan het bestuderen en het behouden van de inheemse Hawaïaanse cultuur, geschiedenis en taal.
Een uitgebreid Hawaïaans cultuurcurriculum werd in de openbare basisscholen van de staat Hawaï geïntroduceerd, waaronder oude Hawaïaanse kunst, levensstijl, aardrijkskunde, hula en Hawaïaanse woordenschat. Middenscholen en middelbare scholen kregen het mandaat om twee reeksen Hawaïaanse geschiedeniscurricula op te leggen aan elke examenkandidaat.
De strijd om de inheemse Hawaïaanse cultuur te behouden is duidelijk zichtbaar in het onderwijssysteem, dat inheemse kennis en taal centraal stelt, evenals activisme om traditionele grondbezittingen te behouden. Een groot deel van de Hawaïaanse cultuur is tegenwoordig vercommercialiseerd, met huladansers en andere symbolen die in massa worden geproduceerd voor niet-Hawaiaanse consumptie, wat sommige geleerden zoals Haunani-Kay Trask hebben beschouwd als prostitutie van Hawaïaanse tradities. Dit omvat ook zaken als het gebruik van het woord "Aloha", en de assimilatie van de Hawaïaanse cultuur tot een niet-inheemse levensstijl. Voor veel inheemse Hawaïanen is dit een lastige situatie omdat deze financiële prikkel een kans biedt om te ontsnappen aan werkloosheid, armoede en volledige uitwissing van de cultuur, terwijl het aan de andere kant ook de verwatering van de culturele praktijk mogelijk maakt.
Statuten en charterwijzigingen werden aangenomen ter erkenning van een voorkeursbeleid voor Hawaïaanse plaats- en straatnamen. Bijvoorbeeld, met de sluiting van het Barbers Point Naval Air Station in de jaren negentig, werd de regio die vroeger door de basis werd bezet, omgedoopt tot Kalaeloa.

### Activisme

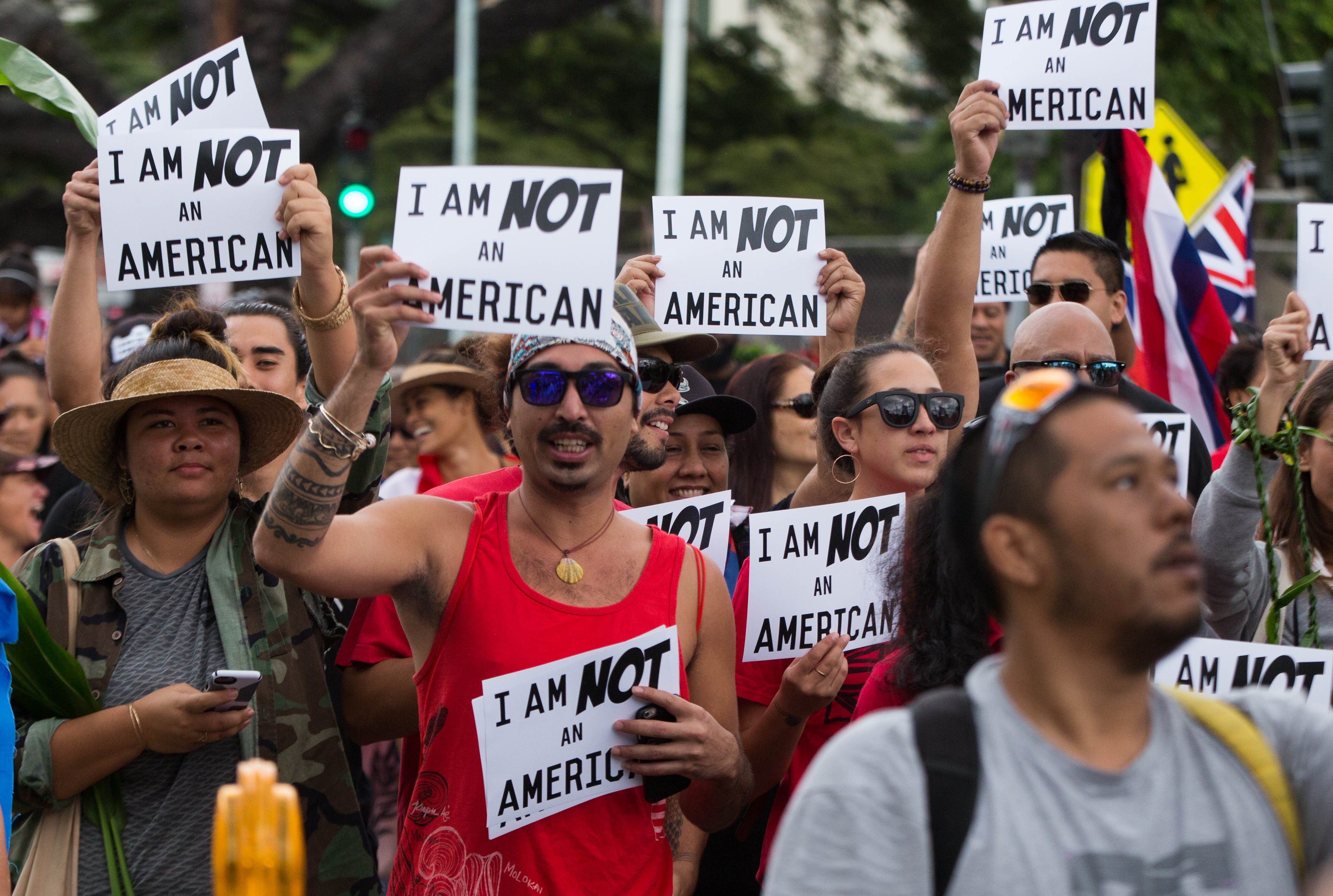
Demonstratie

Hoewel het Hawaïaanse protest een lange geschiedenis kent, beginnend net na de omverwerping van het Hawaïaanse koninkrijk, werden veel van de meest opvallende strijd- en protestbewegingen door Hawaïanen uitgevoerd tijdens of na de Hawaïaanse culturele heropleving. Deze omvatten de Kalama Valley-protesten, de Waiāhole-Waikāne-strijd, de Kahoolawe-protesten en de Thirty Meter Telescope-protesten.

## Taal
Het Hawaïaans (of ʻŌlelo Hawai'i) was ooit de primaire taal van de Hawaïanen; tegenwoordig spreken de Hawaïanen overwegend het Engels. Een belangrijke factor voor deze verandering was een wet uit 1896 die vereiste dat Engels "het enige medium en de enige basis van instructie zou zijn in alle openbare en particuliere scholen". Deze wet verhinderde dat de Hawaïaanse taal als tweede taal werd onderwezen. Desondanks hebben sommige inheemse Hawïanen (evenals niet-inheemse Hawaïanen) het Hawaïaans als tweede taal geleerd. Net als bij anderen die op Hawaï wonen, spreken inheemse Hawaïanen vaak Hawaïaans Creools Engels (op Hawaï aangeduid als Pidgin), een creoolse taal die zich ontwikkelde tijdens het plantagetijdperk van Hawaï aan het einde van de negentiende en het begin van de twintigste eeuw onder invloed van de verschillende etnische groepen die in die tijd op Hawaï woonden.
Tegenwoordig is het Hawaïaans de officiële taal van de staat Hawaï, naast het Engels. De Hawaïaanse taal is in 1978 gepromoot door een staatsprogramma voor cultureel behoud dat in 1978 werd uitgevaardigd, met als doel om de taal nieuw leven in te blazen. Het programma omvat onder andere de opening van Hawaïaanse taalimmersiescholen en de oprichting van een Hawaïaanse taalafdeling aan de Universiteit van Hawaï in Manoa. Als gevolg hiervan is het leren van het Hawaïaans onder alle rassen op Hawaï gestegen.
In 2006 heeft de Universiteit van Hawaï in Hilo een masterprogramma in de Hawaïaanse taal opgezet. In het najaar van 2006 hebben ze een doctoraal (Ph.D) programma in de Hawaïaanse taal opgezet. Naast het eerste doctoraatsprogramma voor de studie van het Hawaïaans, is dit het eerste doctoraatsprogramma dat is opgezet voor de studie van een inheemse taal in de Verenigde Staten van Amerika.
Het Hawaïaans wordt nog steeds als de primaire taal gesproken door de bewoners van het privé-eiland Niihau.